# Franck Kangundu
Franck Kangundu, dit Franck Ngyke, né en 1953 et mort assassiné le 3 novembre 2005 à Kinshasa, est un journaliste congolais.
Il travaille pendant 15 ans pour le journal indépendant La Référence Plus, dont il est le chef du service politique. Il est abattu, avec sa femme Hélène Mpaka, devant son domicile.